# 奈恩河
奈恩河（River Nene）是英國的一條河流，位於英格蘭東部，流經北安普敦郡、劍橋郡、林肯郡、諾福克郡，注入華許灣。

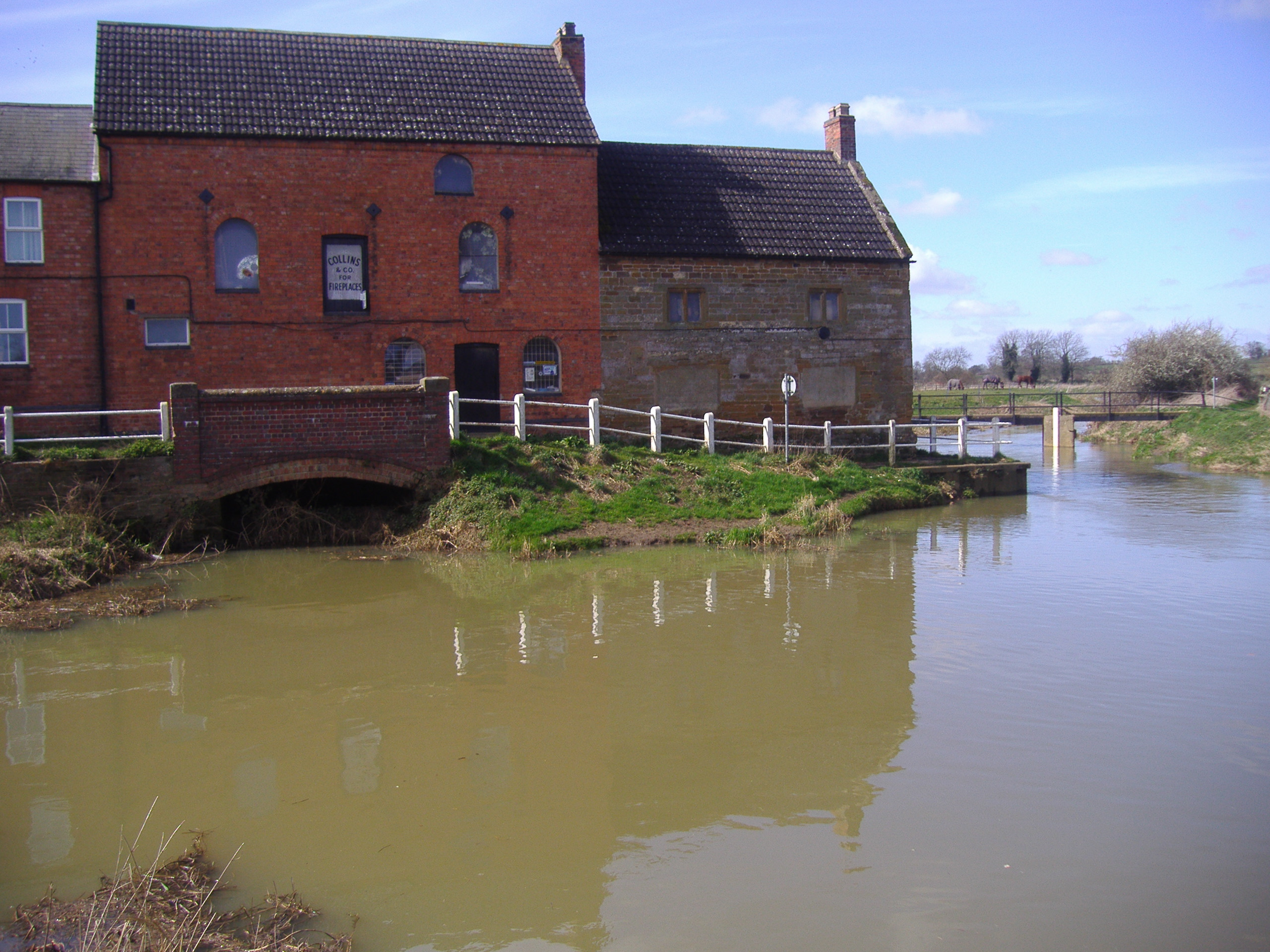
奈恩河

奈恩河發源自阿爾伯里丘陵，整體河道大致呈ω型，河畔城鎮包含北安普頓、韋靈伯勒、彼得伯勒以及維斯貝希等。奈恩河全長169公里，在英格蘭境內排名第五。